# 四碘噻吩
四碘噻吩是一种有机化合物，化学式为C4I4S。

## 合成与反应
向噻吩、碘和碘酸的混合物中加入乙酸、水、四氯化碳和硫酸后，回流反应，将生成的固体过滤、洗涤后重结晶，得到产物。
它和三氟甲基铜(I)反应，可以得到四(三氟甲基)噻吩。